# Víctor Humareda

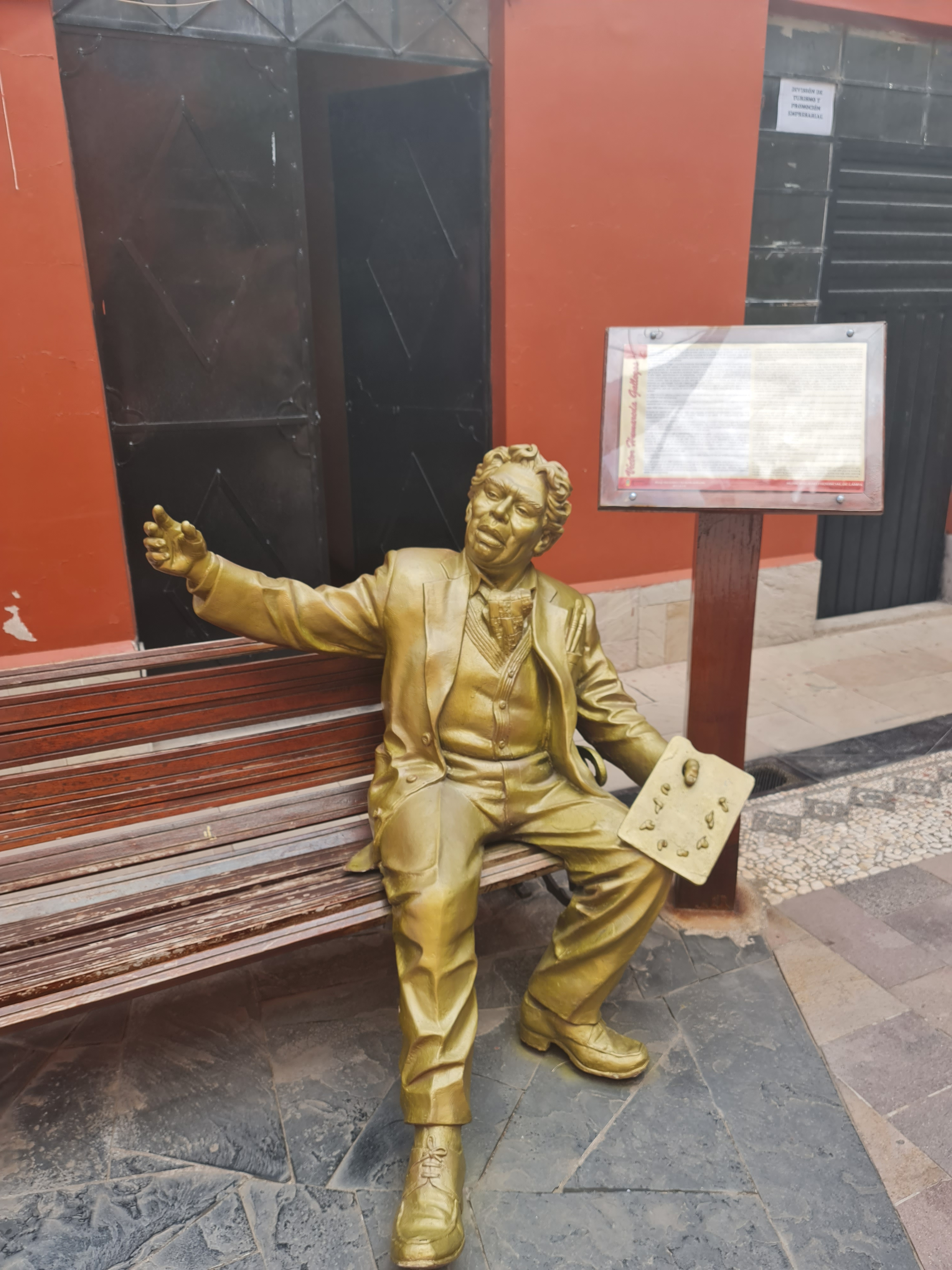
Estatua en honor a Víctor Humareda Gallegos ubicada en la ciudad de Lampa, Puno, Perú.

Víctor Humareda Gallegos (Lampa, 6 de marzo de 1920 - Lima, 21 de noviembre de 1986) fue un pintor expresionista peruano reconocido por su creatividad considerada fruto de una personalidad turbada. Artista marginal, en su obra palpita el silencio, la melancolía y las oscuridades de su propia vida.

## Biografía
Humareda nació en Lampa, el 6 de marzo de 1920. Sus padres fueron Emilio Humareda Caballero y Eudocia Gallegos Andía. A los cuatro años de edad perdió a su padre, quien al parecer fue víctima de un crimen pasional. En 1927 inició sus estudios escolares en la escuela fiscal de su pueblo natal, pero los abandonó en el tercer año de secundaria, para dedicarse a la enseñanza. Ya por entonces soñaba con ir a Lima para estudiar dibujo y pintura.
En 1939 fugó de su hogar y marchó a Arequipa. Poco después pasó a Lima, donde se hospedó en casa de sus tíos abuelos y logró ingresar a la Escuela Nacional de Bellas Artes de Lima. Sin embargo, luego de unos meses de estudio las necesidades económicas le apremiaron. Debió trabajar y estudiar al mismo tiempo, por lo que al regresar a la casa de su tía abuela llegaba con el cuerpo molido. Por las mañanas caminaba por la calle Capón, deteniéndose en los restaurantes, ofreciendo pintar rostros a pedido del cliente; por ellos recibía unos cuantos soles que le servían para comprar lápices de carboncillo y alimentarse en el restaurante limeño Cordano. Dejó de estudiar un año, pero en 1941 reingresó a la Escuela de Bellas Artes, dirigida entonces por José Sabogal. Tuvo por maestros a destacados pintores como Julia Codesido, Ricardo Grau y Juan Manuel Ugarte Elespuru. 
Al ingresar en 1947 ocupó el segundo lugar en su promoción y ganó una beca a la Argentina, pero por motivos de salud lo postergó. Volvió a su tierra natal, donde se dedicó a pintar paisajes.
En 1950 hizo al fin efectiva su beca a Buenos Aires, donde estudió en la Escuela Superior de Bellas Artes de la Nación Ernesto de la Cárcova. En 1952 retornó a Lima y en septiembre inauguró en el Instituto Cultural Peruano Argentino su primera exposición individual, compuesta por 19 óleos. Hasta 1956 presentó en total 21 exposiciones individuales, así como numerosas muestras colectivas.
En busca de mayores experiencias, en 1966 viajó a Europa, arribando sucesivamente a Barcelona y París, donde permaneció apenas un mes, prefiriendo retornar a su patria. En Lima continuó realizando exposiciones individuales (1966, 1967, 1968 y 1970). 
Humareda era un pintor excéntrico, que no tomaba ni fumaba, un hombre tierno al que le gustaba la soledad, aunque sin perder nunca su buen humor. No tenía domicilio fijo; vivía en hostales de la La Parada en La Victoria, un barrio populoso plagado de delincuentes y meretrices, aunque también de ambulantes o trabajadores informales provenientes, como él, del interior del país. 
En 1983 fue sometido a cirugía al detectársele un tumor en el cuello y al año siguiente le fueron extirpadas la laringe y las cuerdas vocales. Pese a ello, no flaqueó en su creación artística y expuso en la galería Moll de Miraflores ese mismo año. En julio de 1984, el alcalde de Lima Alfonso Barrantes le hizo entrega de la Medalla de la Ciudad y, en noviembre del mismo año, el grupo “Quaternario”, integrado por artistas puneños, le dedicó el segundo Salón de Arte Contemporáneo, exhibido en la galería municipal de Puno. 
En octubre de 1986, en la galería del Centro Cultural de la Municipalidad de Miraflores fueron exhibidos 42 de sus óleos, realizados entre 1948 y 1986. La muestra se denominó “Homenaje a Víctor Humareda” y fue promovida por el pintor Eduardo Moll y el crítico Luis Lama.
El 16 de noviembre de 1986 Humareda empezó a pintar la que sería su última obra: La Quinta Heeren de noche, por encargo del Banco Central de Reserva. Lo terminó el día 18 y al día siguiente sufrió una hemorragia nasal, causada por las emanaciones de sus óleos. Falleció dos días después en el Instituto Nacional de Enfermedades Neoplásicas, recibiendo homenajes tanto en la Escuela Nacional de Bellas Artes como en el mismo Cementerio Presbítero Maestro, donde reposan sus restos.

## Obras destacadas
Entre sus obras destacan:
- Los camioneros
- Procesión en Lampa
- Arlequín con gato con botas
- Los viejos zapatos
- Don Quijote y Sancho Panza
- Procesión serrana (o La diablada puneña)
- Carnaval
- Frailes
- Marinera con guitarra y cajón
- Autorretrato
- Jarana (o Callejón de un solo caño)
- Procesión del Señor de los Milagros
- Torero sentado
- Arlequín tapándose la cara
- Marilyn, la vitrola y yo
- Vendedores ambulantes
- Silvia Kristel
- La chingana
- Uchuraccay
- El puente de los suspiros
- Arlequín con mandolina
- Hamlet

## Crítica
“Este pintor se mueve física y emocionalmente entre el desequilibrio y la hondura. Y así es su obra, vívida, mísera y grandiosa, no de tamaño, sino de espíritu".
Teodoro Núñez Ureta

“En Víctor Humareda se da el caso poco frecuente en nuestro medio artístico de una continuidad de concepto y de estilo, que confiere a su lenguaje plástico personalidad y carácter de permanencia. La originalidad de la obra de Humareda ha permitido que más de un crítico se haya ocupado de su interpretación, encontrándose entre las más significativas apreciaciones la siguiente: la pintura de Humareda es de imágenes a veces tétricas, siempre burlonas, con manos crispadas, con rostros transidos por la angustia del dolor, del hambre, de la incertidumbre, imágenes expresadas con violencia, con sinceridad, con el alma volcada en el lienzo, matizadas con los colores de su paleta, colores muy suyos, de tonos sordos: sienas, verdes olivos oscuros, sobre los que, de repente, una que otra nota de color, vibrante, genial, rompe la lobreguez del cuadro.
Luis Felipe Tello

Tal el mundo imaginativo y siempre cruel que nos transmite Humareda, con sus escenas viejas, de brujas, de mujeres de alegre y fácil vivir, de quijotes, de caballos espantados, de corridas de toros y peleas de gallos, de payasos pensativos, de desnudos, de danzas y procesiones, de calaveras y máscaras, escenas callejeras y nocturnas de los bajos fondos, de cantinas y boites; versiones todas de original expresión, en las que la tragedia se preludia, o donde se aprecia la tragicomedia que el hombre actual y de siempre, que los artistas como Humareda viven intensamente tras las mil máscaras que obliga a usar el medio ambiente. En la obra de Humareda, los críticos han querido encontrar felices semejanzas con las imágenes plasmadas en sus lienzos y grabados por el eterno Francisco Goya o con los del atormentado José Gutiérrez Solana, recordando a los españoles; con los del belga James Ensor o con las del lituano-parisién Chaim Soutine; y aún con los de algunos notables expresionistas alemanes; pero para nosotros es y seguirá siendo, sencilla e inconfundiblemente, la obra personalísima y consagratoria del peruano Víctor Humareda.
La producción del genial artista expresionista fue muy vasta y se conserva en las mejores colecciones. Se calcula que pintó alrededor de dos mil lienzos y bocetos. El 27 de agosto de 1993, sus amigos y admiradores crearon la “Fundación Víctor Humareda Gallegos”, con el fin de divulgar la obra del maestro, así como contribuir a la difusión educativa y cultural del arte peruano.